# یه وقت عاشق نشی (فیلم ۲۰۰۰)
یه وقت عاشق نشی (به هندی: Kahin Pyaar Na Ho Jaaye) فیلمی محصول سال ۲۰۰۰ و به کارگردانی کی ماریلوموندرا رائو است. در این فیلم بازیگرانی همچون سلمان خان، رانی موکرجی، جکی شروف، پوجا باترا، راوینا تاندون، کاشمیرا شاه، شاکتی کاپور، ریما لاگو، ایندر کومار، جانی لور، ارباز خان ایفای نقش کرده‌اند.